# This Is the New Shit
«This Is the New Shit» (с англ. — «Это новое дерьмо») — песня американской рок-группы Marilyn Manson, второй трек и второй сингл с альбома The Golden Age of Grotesque. В песне присутствует несколько индастриал-ритмов, добавленные Тимом Шёльдом, когда он присоединился к группе в 2002 году в качестве басиста. «This Is the New Shit» является наиболее успешной песней из The Golden Age of Grotesque, которая следовала сразу после выхода сингла «mOBSCENE». В британской версии релиза присутствует кавер песни «Mind of a Lunatic», оригинальными исполнителями которой являются «The Geto Boys». Британская группа Goldfrapp создала ремикс на «This Is the New Shit», который также вышел в британском варианте релиза, и получил название «This Is the New Shit (Marilyn Manson vs Goldfrapp)». Более того, британская версия сингла уже традиционно поставлялась вместе с клипом на сингл.
В клипе был использован видоизменённый текст песни, в котором вместо слова «shit» (с англ. — «дерьмо») использовалось слово «hit» (с англ. — «хит») (Мэнсону всегда присуща игра слов в текстах песен, и здесь, очевидно, он намекает на создание очередного «нового дерьма» — нового попсового хита, как это традиционно в популярной музыке), а слово «motherfucker» (с англ. — «ублюдок») заменено рваным ритмом ударных.
Песня прозвучала в телесериале «C.S.I.: Место преступления» в эпизоде «Suckers» (с англ. — «Сосунки»). Также сингл был включён в саундтрек к фильму «Матрица: Перезагрузка», был использован в фильме «Топор», прозвучал (снова, в качестве саундтрека) в шутере Unreal Tournament 2004, и, наконец, был использован в нескольких трейлерах RPG Dragon Age: Origins.

## Список композиций
1. «This Is the New Shit» (Album Version)
2. «This Is the New Shit (Marilyn Manson vs. Goldfrapp)»
3. «Baboon Rape Party»
4. «mOBSCENE» (Video)

## Участие в чартах
| Чарт             | Наивысшая позиция |
| ---------------- | ----------------- |
| Германия (GfK)   | 25                |
| UK Singles Chart | 29                |

## Версии песни
- «This Is the New Shit» — альбом The Golden Age of Grotesque и сборник Lest We Forget: The Best of
- «This Is the New *Hit» — сингл «This Is the New Shit»
- «This Is the New Shit (Marilyn Manson vs. Goldfrapp)» — британский релиз сингла
- «This Is the New Shit (Marilyn Manson vs. Goldfrapp Edit)» — проморелиз сингла
- «New *Hit Invective» (Obiter Dictum Mix by Bitteren Ende) — EP The Nobodies: Against All Gods и британский релиз сингла «Personal Jesus»
- «This Is the New *Hit» (Sergio Galouan Mix) — EP The Nobodies: Against All Gods

## Тематика
Композиция «This Is the New Shit» стала первой песней, написанной Мэнсоном для альбома The Golden Age of Grotesque, и открывалась вопросом: «Всё уже было сказано. Куда двигаться дальше?» (англ. Everything's been said before. Where do I go from here?). В тот момент, по признанию самого автора, именно этот вопрос стоял непосредственно перед ним, и песня явилась ответом на него. В ней Мэнсон адресует вопрос к поп-культуре в целом, обращаясь к теме взаимного влияния поп-культуры и человеческого поведения.
Кэтрин Йейтс, отмечала, что песня затрагивает тему паранойи и цензуры с отсылкой к послевоенной Германии и эре маккартизма в США, а также отвлекающей роли индустрии развлечений, что, по мнению Мэнсона, тесно соотносится с современной ему Америкой.